# Aventis (Si te dicen que caí)
Aventis (Si te dicen que caí) (títol original en castellà: Si te dicen que caí) és una pel·lícula espanyola de 1989, dirigida i escrita per Vicente Aranda. Basada en la novel·la homònima de Juan Marsé, és protagonitzada per Victoria Abril, Jorge Sanz, Antonio Banderas, Javier Gurruchaga, Guillermo Montesinos, Juan Diego Botto, María Botto, Lluís Homar, Aitor Merino, Jordi Dauder i Joan Dalmau. Ha estat doblada al català

## Argument
1970. A la sala d'autòpsies d'un hospital, Sor Paulina i Nito reconeixen els cadàvers de dos antics companys de la infantesa: Java i Juanita. Els seus records es remunten a 1940, en una Barcelona desolada en la que els nens, a falta de joguines, s'entretenien explicant contes d'"Aventis" en els quals conjugaven el que sabien amb el que imaginaven, barrejant la ficció amb la realitat.

## Repartiment
- Jorge Sanz: Java
- Victoria Abril: Ramona / Menchu / Aurora Nin
- Antonio Banderas: Marcos
- Lluís Homar: Palau
- Juan Diego Botto Sarnita
- María Botto: Fueguiña
- Guillermo Montesinos: Fusam
- Aitor Merino Ado
- Montserrat Salvador: mare de Conrado
- Carlos Tristancho: Sendra

## Premis i nominacions[calcitació]
IV edició dels Premis Goya
| Categoria                        | Persona                | Resultat  |
| -------------------------------- | ---------------------- | --------- |
| Millor director                  | Vicente Aranda         | Nominat   |
| Millor actriu protagonista       | Victoria Abril         | Nominada  |
| Millor actor protagonista        | Jorge Sanz             | Guanyador |
| Millor guió adaptat              | Vicente Aranda         | Nominat   |
| Millor direcció artística        | Josep Rosell           | Nominat   |
| Millor disseny de vestuari       | Marcelo Grande         | Nominat   |
| Millor maquillatge i perruqueria | Chass Llach Poli López | Nominats  |

Fotogramas de Plata 1989
| Categoria               | Persona          | Resultat   |
| ----------------------- | ---------------- | ---------- |
| Millor actriu de cinema | Victoria Abril   | Guanyadora |
| Millor actor de cinema  | Antonio Banderas | Nominat    |
| Millor actor de cinema  | Jorge Sanz       | Guanyador  |